# Ladislav Karel Feierabend
Ladislav Karel Feierabend, křtěný Ladislav Antonín (14. června 1891 Kostelec nad Orlicí – 15. srpna 1969 Villach, Rakousko), byl český a československý meziválečný národohospodář a vrcholný představitel družstevnictví v éře jeho největšího tuzemského rozkvětu během meziválečného období: stal se vrchním ředitelem Kooperativy (obchodního ústředí hospodářských družstev) a předsedou Československé obilní společnosti. Po Mnichově se stal ministrem zemědělství. Téměř polovinu svého dospělého života strávil Ladislav Karel Feierabend v exilu, kam odešel hned dvakrát – v letech 1940 a 1948. Je autorem řady odborných prací s tematikou zemědělského družstevnictví a rozsáhlých pamětí na události z období let 1938 až 1950.

## Životopis

### První republika
Po úspěšném vystudování gymnázia v Hradci Králové a práv na právnické fakultě Univerzity Karlovy v Praze se věnoval různým hospodářským funkcím v zemědělství. Již v roce 1917 nastoupil na místo tajemníka Ústřední jednoty českých hospodářských družstev. Později byl členem, vůči Hradu opoziční, pravicové agrární strany. Bydlel i s rodinou své dcery v exkluzivní rezidenční čtvrti na Ořechovce.
Ve 20. a 30. letech dvacátého století se Ladislav Feierabend stal členem burzovní rady a později také prezidentem Pražské plodinové burzy (ta sídlila v současném Kongresovém centru ČNB). Kromě toho, že se výrazně podílel na přestavbě vnitřku budovy Plodinové burzy (pocházející z let 1893 až 1895), zasadil se také o proražení pasáže spojující Senovážné náměstí s ulicí Na Příkopě.
Roku 1930 se stal vrchním ředitelem Kooperativy (obchodního ústředí hospodářských družstev při agrární straně), členem představenstva Centrokooperativu (svaz jednot hospodářských družstev) a (v roce 1932) předsedou Pražské plodinové burzy. V roce 1934 se stal (z pověření vlády) předsedou Československé obilní společnosti, byl také místopředsedou Exportního ústavu.
Z pověření odstupujícího prezidenta Edvarda Beneše se stal ministrem zemědělství v druhé vládě generála Jana Syrového i protektorátních vládách Rudolfa Berana a generála Eliáše do roku 1940. Ladislav Karel Feierabend se zapojil i do činnosti centrálního odbojového orgánu – Politického ústředí, ale po jejím prozrazení emigroval v lednu 1940 do Anglie.

### Období let 1940–1948
V Londýně se stal v roce 1940 státním ministrem, roku 1941 ministrem financí exilové vlády. V roce 1942 se v londýnském exilu Ladislav Karel Feierabend z pozice ministra financí zasadil o řadu měnových opatření, která se měla realizovat po skončení druhé světové války (a to včetně včasné emise poválečných československých platidel). Budoucí československá platidla nechal vytisknout v roce 1942 a v roce 1944 zřídil Československý měnový úřad, jenž měl po osvobození republiky plnit funkce cedulové banky. V roce 1944 vedl československou delegaci na jednáních o mezinárodním měnovém systému v Bretton Woods.
Jeho rodina se dostala do koncentračních táborů. V únoru 1945 z exilové vlády odešel kvůli nesouhlasu s Benešovou politikou. Po skončení druhé světové války se vrátil do vlasti, kde se netajil s protikomunistickým postojem. Protože agrární strana nebyla po květnu 1945 povolena, vstoupil do národně socialistické strany. 

### Druhý exil
Po komunistickém převratu v únoru 1948 emigroval podruhé, nejdříve do Anglie a následně v roce 1950 do USA. Ve Spojených státech se zapojil v letech 1965–1969 do vysílání rozhlasové stanice Hlas Ameriky. Na sklonku svého života napsal a vydal v USA obsáhlé osmidílné paměti, jejichž souborné vydání ve třech svazcích vyšlo po sametové revoluci v roce 1989 i v Česku. Na zámku Mirošov, který v letech 1939 až 1948 vlastnil, je expozice věnovaná jeho osobě a dílu. V roce 1995 mu byl prezidentem republiky in memoriam propůjčen řád T. G. Masaryka I. třídy. Pohřben je v rodinné hrobce na Vinohradském hřbitově.
„Musíme hledět k nebesům a nohama stát pevně na zemi…“
Motto Ladislava Feierabenda (dle vzpomínek jeho tajemníka Jana Filípka)

## Odhalení busty v ČNB
Bronzová busta Ladislava Karla Feierabenda byla dne 7. června 2017 slavnostně odhalena na odpočívadle schodiště do Kongresového centra České národní banky v Praze. Jedná se o druhý odlitek původní busty z 90. let dvacátého století. Autorkou busty je Anna Sedlecká. Odlitek byl zhotoven v umělecké slévárně HVH v Horní Kalné v Podkrkonoší. Slavnostního odhalení byla přítomna i Hana Ludikarová – dcera Ladislava Karla Feierabenda.

Busta Ladislava Karla Feierabenda v ČNB
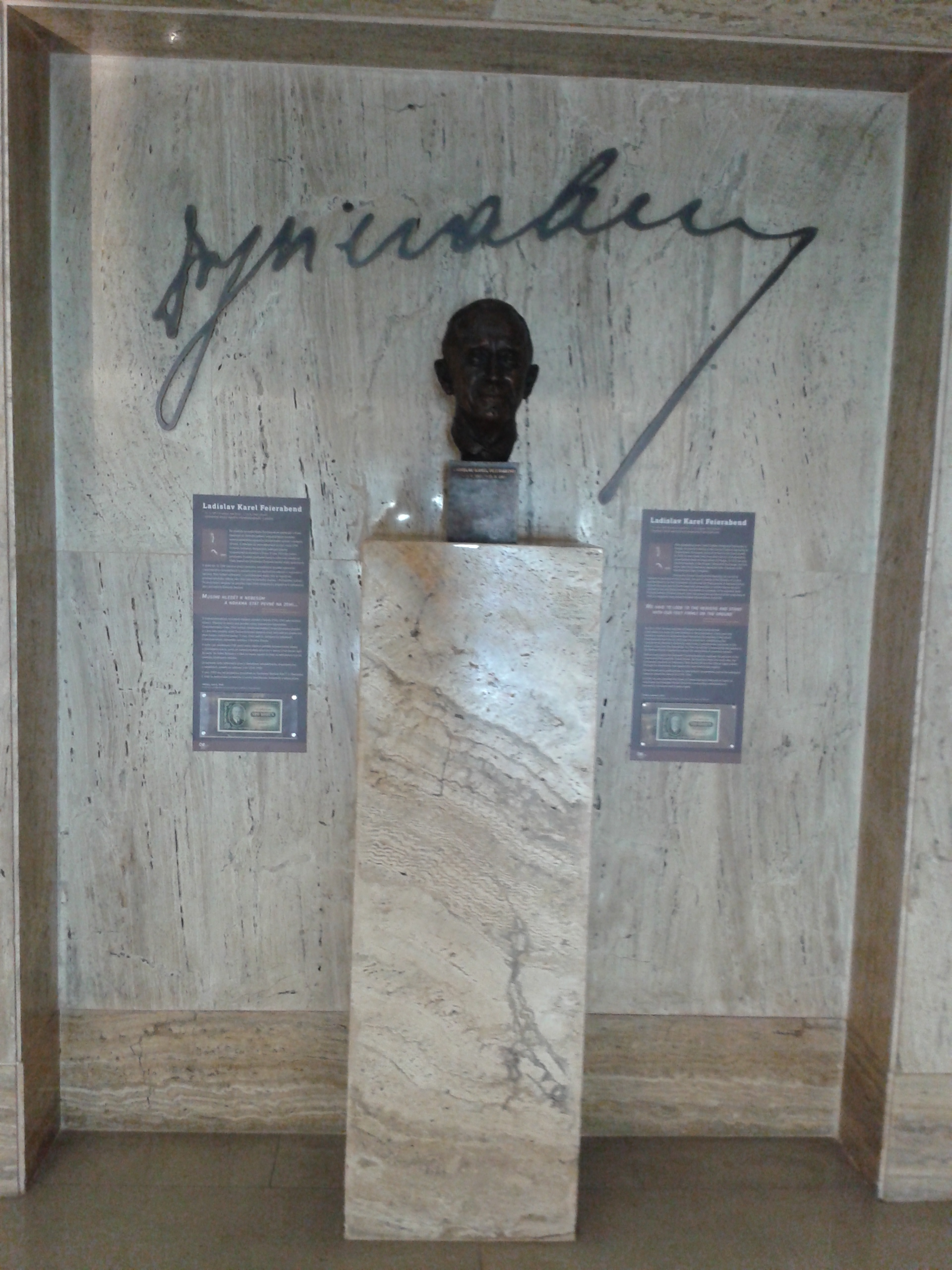
Celek (popisné tabulky, podpis, busta)
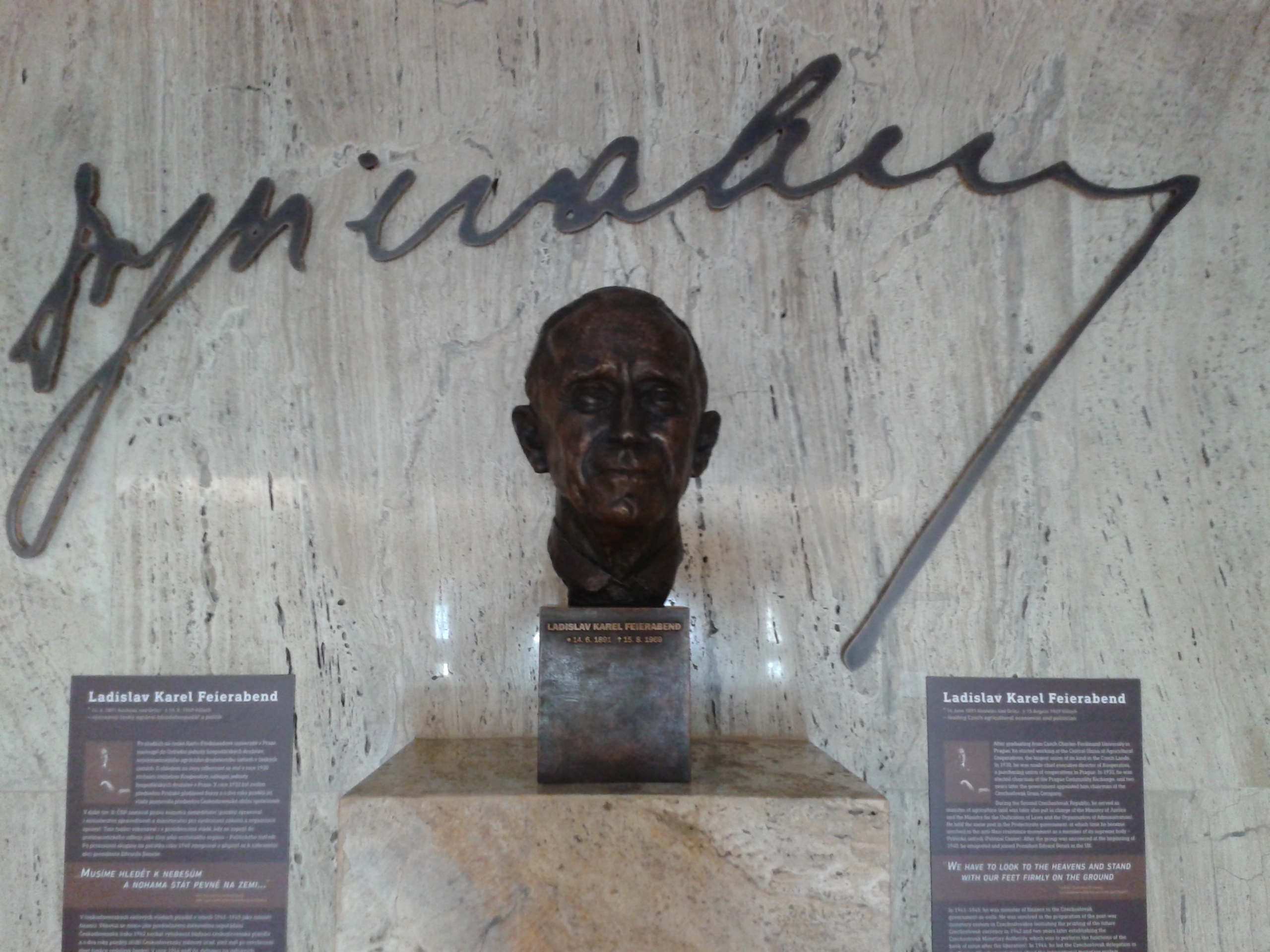
Polocelek (podpis a busta)
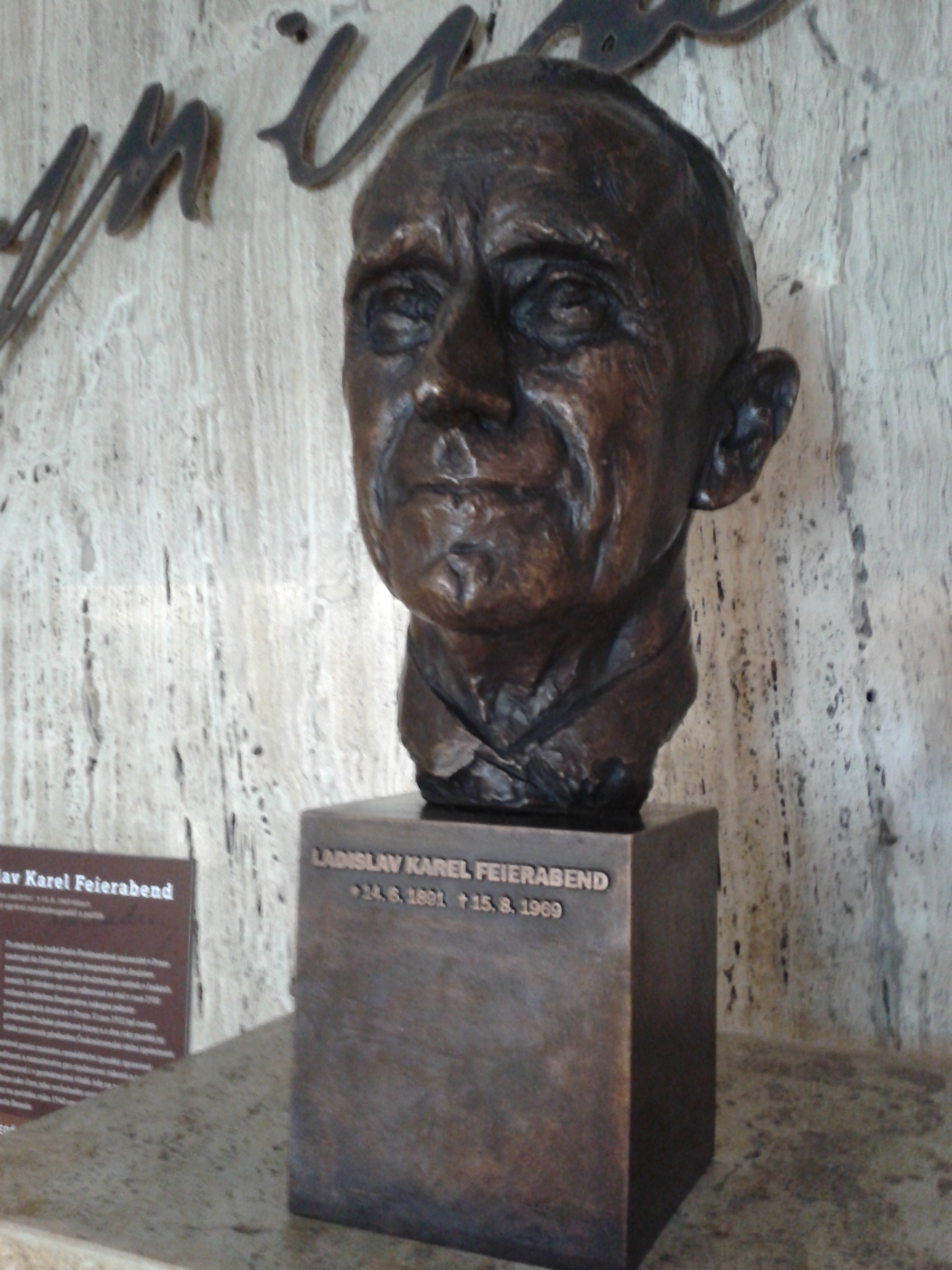
Detail busty

## Protektorátní dovětek
| Období                         | Místo | Popis aktivity |
| ------------------------------ | --- | --- |
| 16. března 1939                | Nábřeží Edvarda Beneše 128/4 (v letech 1938–1948 Kramářovo nábřeží, německy Kramář-Ufer) – do prosince 1941 sídlo protektorátní vlády | Na svém prvním zasedání byla protektorátní vláda informována ministrem zemědělství Ladislavem Karlem Feierabendem o tom, že po zákroku státní správy rezignovali všichni neárijští členové Obilní společnosti, Plodinové burzy a Škrobárenského syndikátu. |
| polovina ledna 1940            | Nábřeží Edvarda Beneše 128/4 (v letech 1938–1948 Kramářovo nábřeží, německy Kramář-Ufer) – do prosince 1941 sídlo protektorátní vlády | Předseda potektorátní vlády Alois Josef Eliáš se zde sešel s Ladislavem Karlem Feierabendem a oznámil mu požadavek říšského protektora Konstantina von Neuratha na Feierabendovu okamžitou rezignaci na post ministra zemědělství. Jako důvod bylo uvedeno, že Neurath získal informace o Feierabendově ilegální odbojové činnosti. Alois Eliáš v této souvislosti uvedl, že ministr protektorátní vlády nemá rezignovat, nýbrž emigrovat. |
| 15. březen 1939 – do roku 1940 | Rašínovo nábřeží 2000/78 | Dům patřil rodině Havlových. V bytě stavebního podnikatele Václava Marii Havla a jeho manželky Boženy Havlové se na počátku německé okupace scházeli někteří protektorátní ministři: Vladislav Klumpar (ministr zdravotní a sociální správy); Ladislav Karel Feierabend; Dominik Čipera (ministr veřejných prací) s dalšími významnými osobnostmi, k nimž patřili: Hubert Masařík (předseda jednatelského sboru Československého rozhlasu); František Schwarzenberg; Jan Jína; Jan Antonín Baťa; František Bořek Dohalský atd. V domě bydlel i Miloš Havel. |
| počátek německé okupace        | Milady Horákové 534/59 | Na počátku okupace se v Procházkově plzeňské restauraci scházeli zednáři z rozpuštěných zednářských lóží a též někteří představitelé ilegální odbojové centrály Politické ústředí (PÚ) (např. Jaroslav Kvapil, JUDr. Emil Pavel Lány a Ladislav Karel Feierabend). |

## Numismatický dovětek
Po uznání československé vlády v londýnském exilu dne 18. července 1940 a po ustavení vládních exilových orgánů byly zahájeny přípravy směřující k poválečné obnově československé státní měny. U tří britských firem (Thomas de la Rue Sussex; Waterlow Londýn; Bradburry and Wilkinson New Malden) byl zadán tisk papírových peněz. Numismatici v této souvislosti hovoří o tzv. „Londýnské emisi československé měny 1945“. Podle předválečných ustanovení o emisní bance mohly mít papírové peníze pouze formální náležitosti státovek. Po skončení druhé světové války s platností vyhlášky Ministerstva financí (ze dne 20. října 1945 číslo 92) byly státovky v nominálních hodnotách 100 Kčs, 500 Kčs a 1000 Kčs uznány jako bankovky. Papírová platidla z „Londýnské emise“ byla používána v období od 1. listopadu 1945 do 31. května 1953 (ukončeno vyhláškou Ministerstva financí číslo 41 z roku 1953). Zajímavostí také je, že na dvacetikorunové státovce je uvedena předválečná zkratka měny Kč (takto se československá měna oficiálně označovala v letech 1921-1938, koruny za druhé republiky a protektorátní koruny se označovaly zkratkou K, korunové měna tzv. Slovenského státu pak zkratkou Ks, zkratka Kčs byla zavedena až po druhé světové válce). Na lícových stranách papírových peněz v nominálních hodnotách 5 Kčs, 10 Kčs, 20 Kčs, 50 Kčs, 100 Kčs, 500 Kčs a 1000 Kčs je podepsán jako ministr financí Ladislav Karel Feierabend.

Ukázky státovek a bankovek londýnské emise
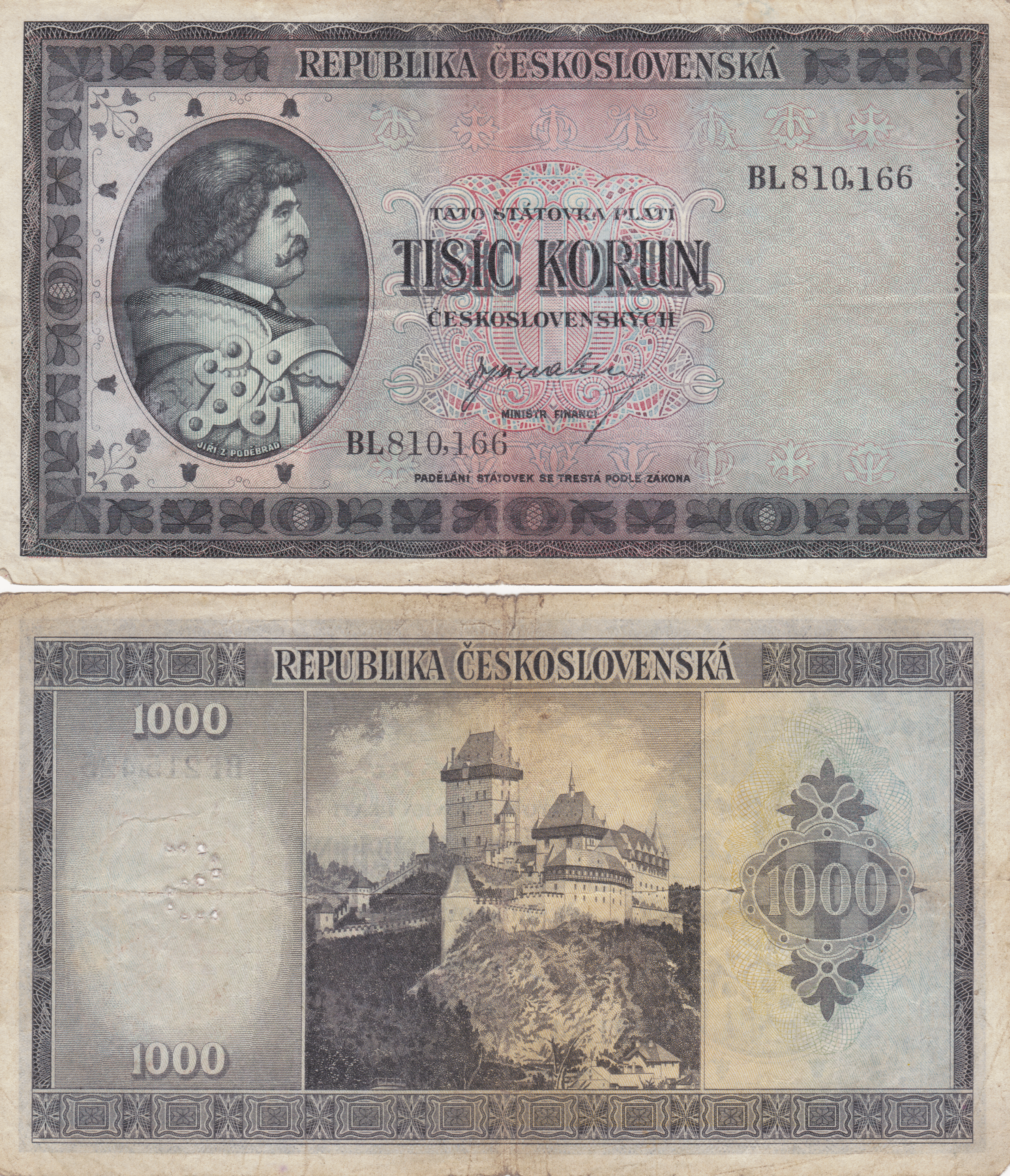
Bankovka s nominální hodnotou 1000 Kčs (Jiří z Poděbrad)
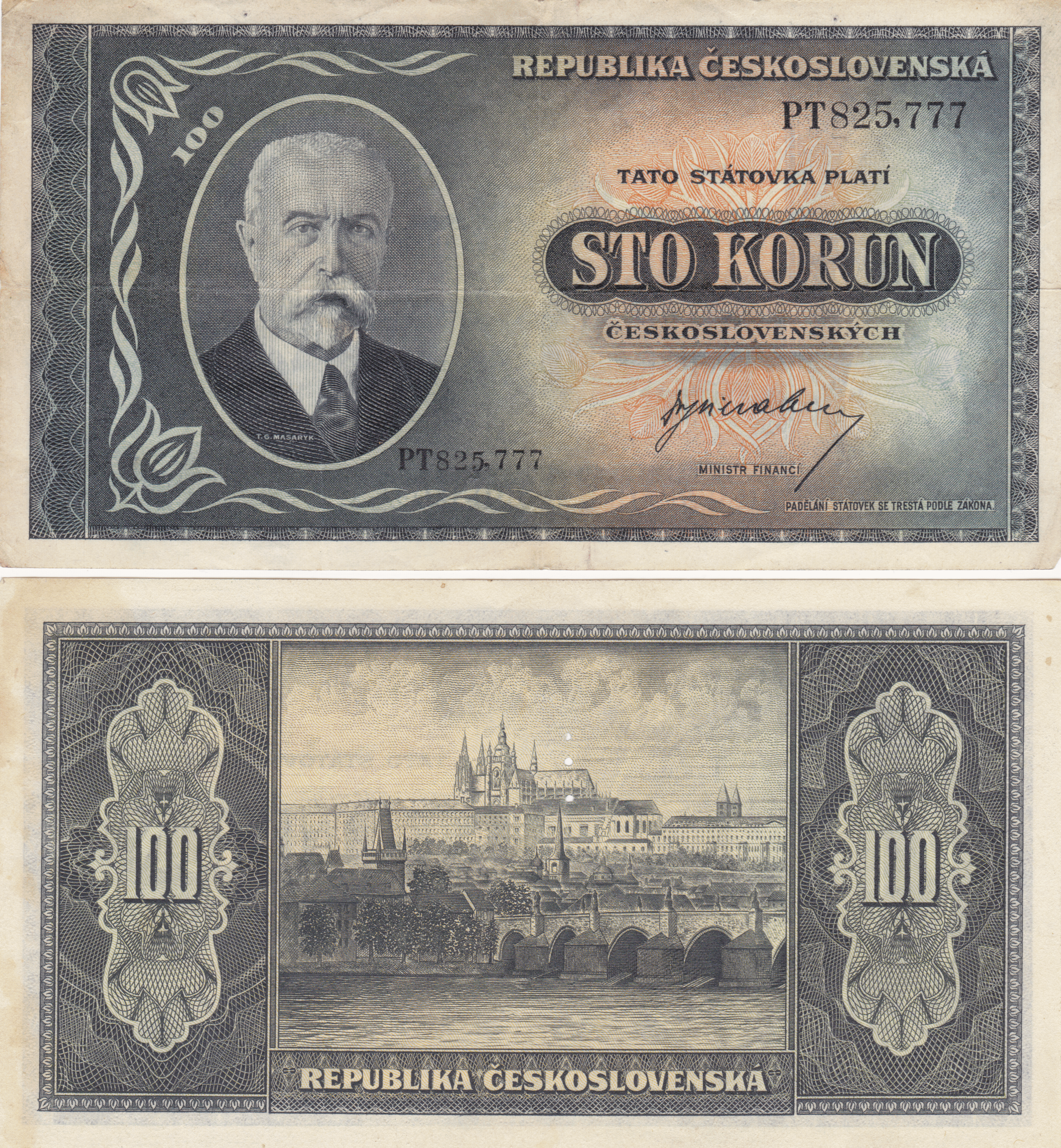
Bankovka s nominální hodnotou 100 Kčs (T. G. Masaryk)
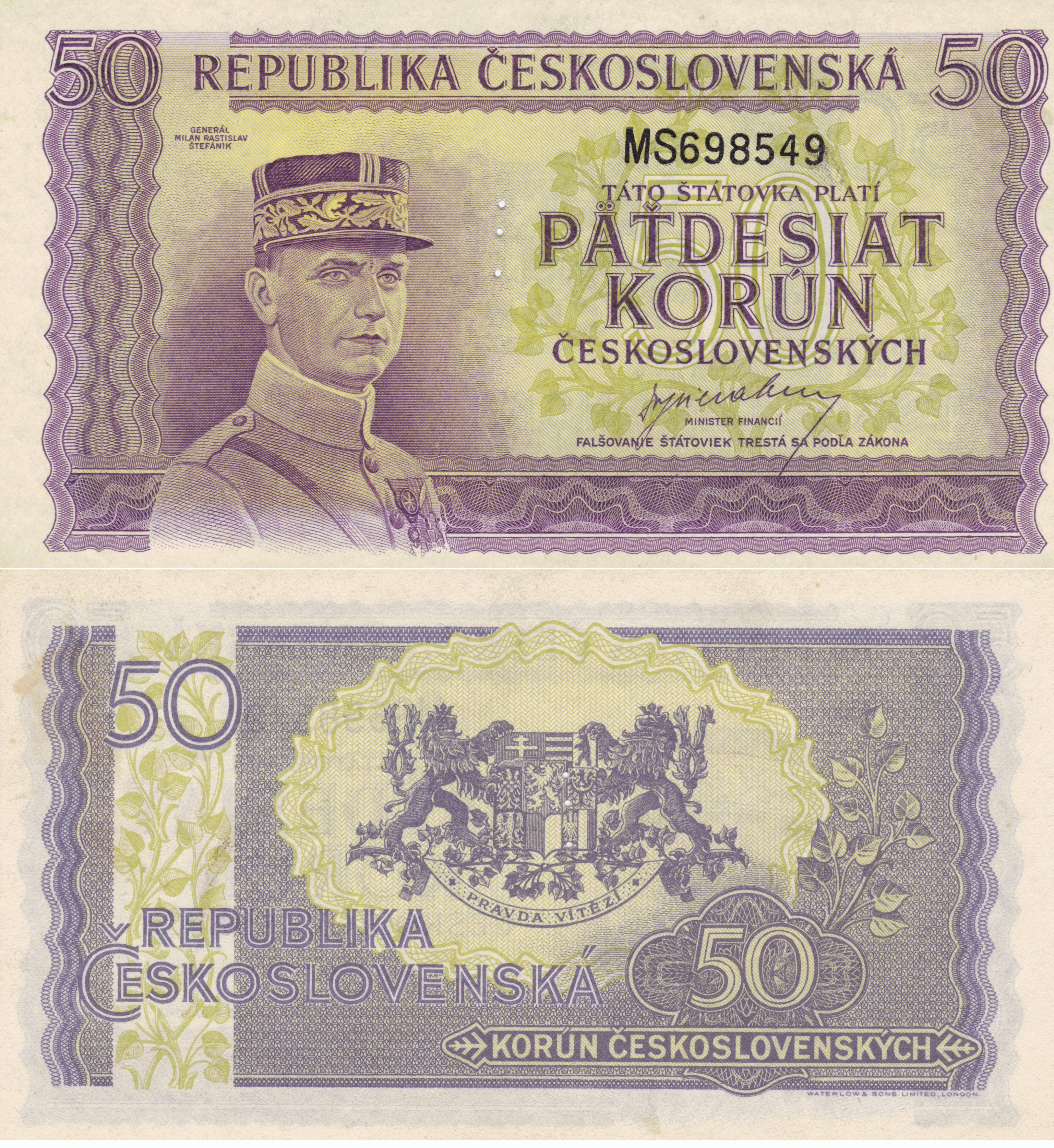
Státovka s nominální hodnotou 50 Kčs (generál Milan Rastislav Štefánik)
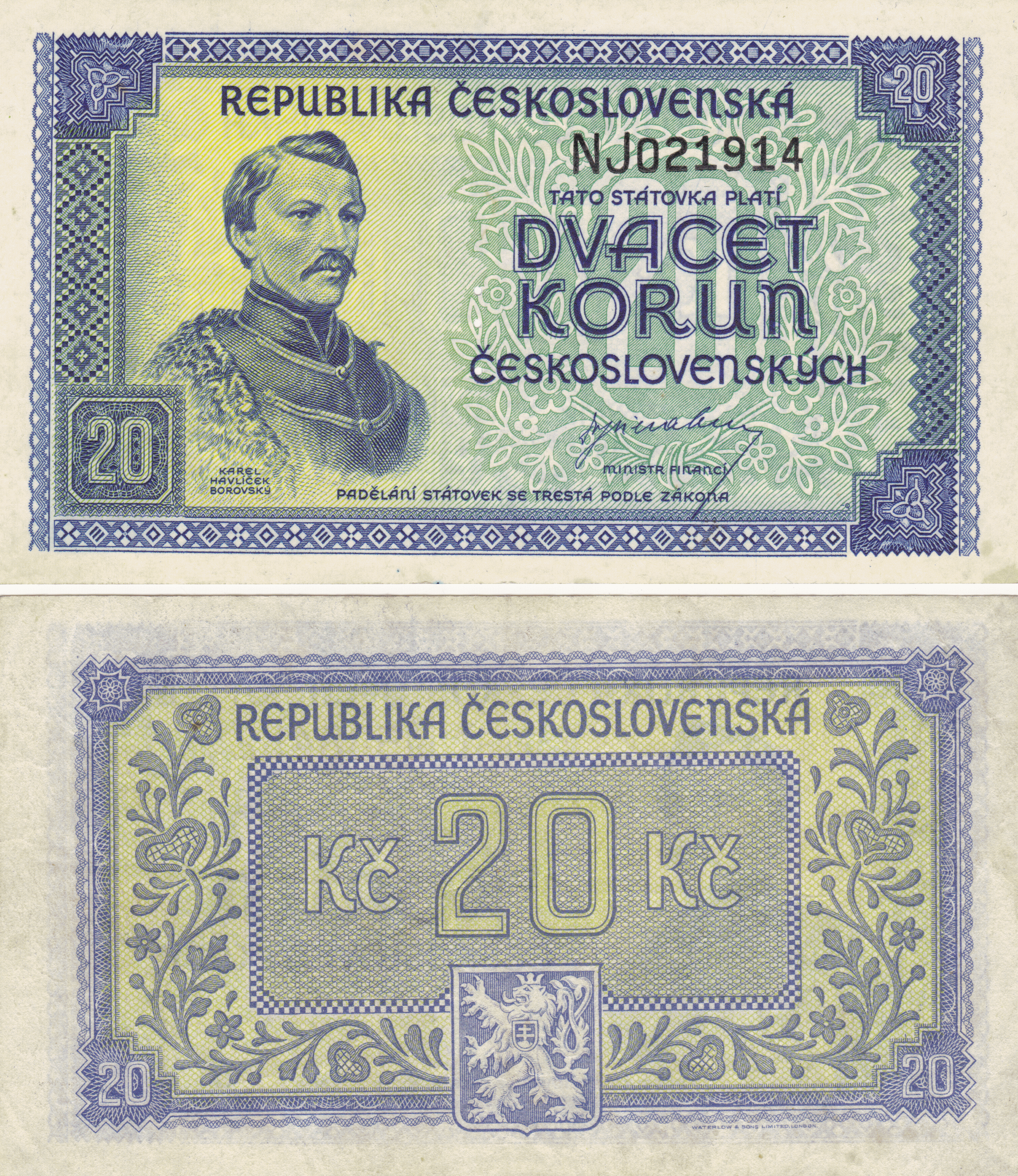
Státovka s nominální hodnotou 20 Kčs (Karel Havlíček Borovský)
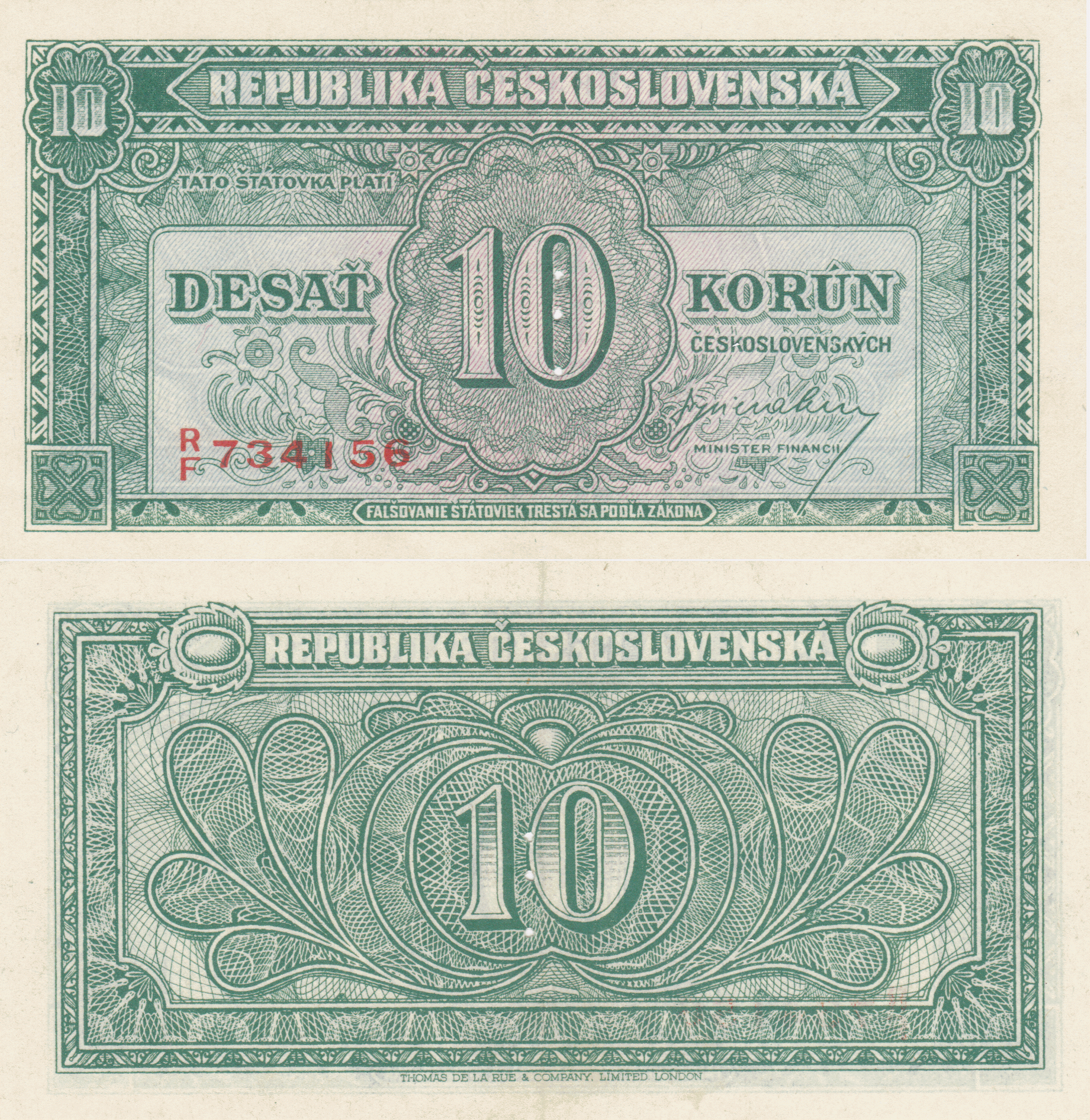
Státovka s nominální hodnotou 10 Kčs
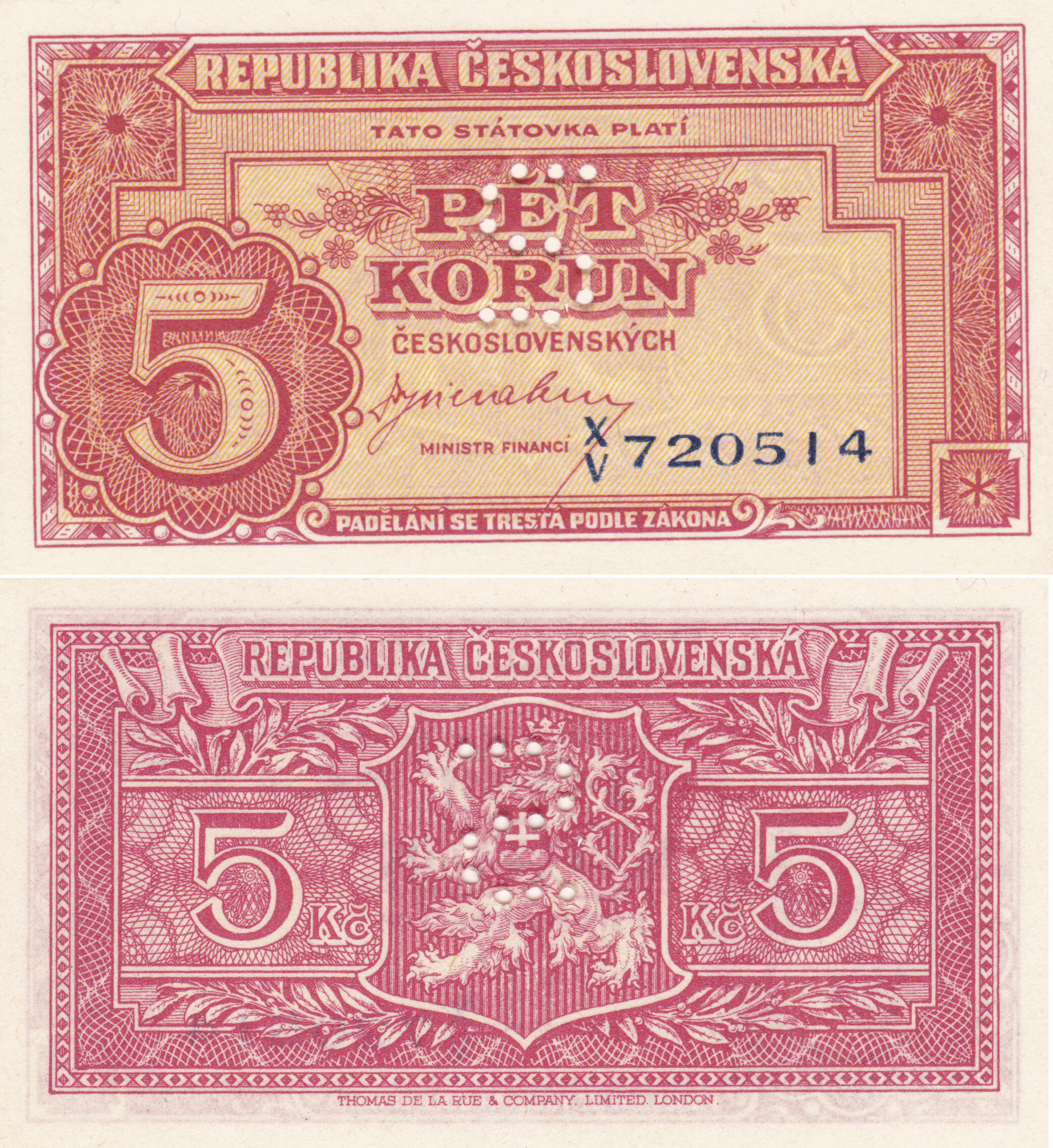
Státovka s nominální hodnotou 5 Kčs